# Паундер, Си Си Эйч
Кэ́рол Кри́стин Хила́рия Па́ундер (англ. Carol Christine Hilaria Pounder), более известная как Си Си Эйч Па́ундер (англ. C. C. H. Pounder; род. 25 декабря 1952) — американская актриса.

## Биография
Кэрол Кристин Хилария Паундер родилась 25 декабря 1952 года в Джорджтауне, столице Гайаны, в семье Бетси Энид Арнеллы (в девичестве Джеймс) и Рональда Арлингтона Паундера и её детство прошло на плантации сахарного тростника. Когда она была ещё ребёнком семья переехала в США, но вскоре Паундер вместе с сестрой была отправлена в Великобританию в монастырскую школу-интернат. Там она получила образование и в 1970 году вернулась в США. Паундер обосновалась в Нью-Йорке, где и началась её актёрская карьера. Первоначально она играла лишь в театрах Нью-Йорка, в том числе и на Бродвее.
Её кинодебют состоялся в 1979 году в фильме «Весь этот джаз», где она сыграла медсестру Блейк. С началом 1980-х годов она снималась в основном на телевидении, но иногда продолжала появляться и в кино. Среди последующих фильмов с её участием наиболее успешными стали «Честь семьи Прицци» (1985), «Бенни и Джун» (1993), «Щепка» (1993), «Байки из склепа: Демон ночи» (1995), «Без лица» (1997), «Конец света» (1999), «Дитя тьмы» (2009), «Аватар» (2009), Орудия смерти: Город костей (2013) и «Годзилла 2: Король монстров» (2019).
Её телевизионная карьера стала намного успешнее, что подтверждается несколькими номинациями на «Эмми». У Паундер были роли в таких телесериалах, как «Полиция Майами», «Квантовый скачок», «Секретные материалы», «Скорая помощь», «Тысячелетие», «Западное крыло», «Щит», «4исла», Хранилище 13, Сыны анархии, Морская полиция: Новый Орлеан, а также телевизионных фильмах «Психо 4: В начале» (1990), «Если бы стены могли говорить» (1996) и многих других.
В 1991 году Паундер вышла замуж за сенегальского антрополога Боубакара Коунта (25 октября 1942—3 августа 2016). Первоначально они закрепили свой брак на африканской церемонии, проведённой в Дакаре, а спустя шесть месяцев традиционно поженились в Лос-Анджелесе. У супругов есть трое детей.

## Избранная фильмография
| Год       |    | Русское название                    | Оригинальное название                 | Роль                                  |
| --------- | -- | ----------------------------------- | ------------------------------------- | ------------------------------------- |
| 1979      | ф  | Весь этот джаз                      | All That Jazz                         | медсестра Блейк                       |
| 1981—1986 | с  | Блюз Хилл-стрит                     | Hill Street Blues                     | разные персонажи                      |
| 1985      | ф  | Честь семьи Прицци                  | Prizzi’s Honor                        | Пичес Алтамон                         |
| 1986      | с  | Если наступит завтра                | If Tomorrow Comes                     | Эрнестина Литтлчеп                    |
| 1986—1992 | с  | Закон Лос-Анджелеса                 | L.A. Law                              | судья Розанн Робин                    |
| 1987      | ф  | Кафе «Багдад»                       | Bagdad Café                           | Бренда                                |
| 1989      | с  | Полиция Майами                      | Miami Vice                            | Ивонн                                 |
| 1990      | ф  | Открытки с края бездны              | Postcards from the Edge               | Джули Марсден                         |
| 1990      | с  | Квантовый скачок                    | Quantum Leap                          | Мама Харпер                           |
| 1990      | тф | Психо 4: В начале                   | Psycho 4: The Beginning               | Френ Амброуз                          |
| 1992      | с  | Шоу Косби                           | The Cosby Show                        | подруга Клэр                          |
| 1993      | ф  | Бенни и Джун                        | Benny & Joon                          | доктор Гарви                          |
| 1993      | ф  | Робокоп 3                           | RoboCop 3                             | Берта                                 |
| 1993      | ф  | Щепка                               | Sliver                                | Виктория Хендрикс                     |
| 1993      | тф | Спасательный модуль                 | Lifepod                               | Мейвен                                |
| 1994      | с  | Секретные материалы                 | The X-Files                           | агент Люси Казден                     |
| 1994—1997 | с  | Скорая помощь                       | ER                                    | доктор Анджела Хикс                   |
| 1995      | ф  | Байки из склепа: Демон ночи         | Tales from the Crypt: Demon Knight    | Айрин                                 |
| 1995      | тф | Белый карлик                        | White Dwarf                           | медсестра Шабана                      |
| 1996      | тф | Если бы стены могли говорить        | If These Walls Could Talk             | медсестра Дженни Форд                 |
| 1996—1998 | с  | Тысячелетие                         | Millennium                            | Шерил Эндрюс                          |
| 1997      | тф | Дом Франкенштейна                   | House of Frankenstein                 | доктор Шона Кенделл                   |
| 1997      | ф  | Без лица                            | Face/Off                              | доктор Холлис Миллер                  |
| 1999      | ф  | Конец света                         | End of Days                           | детектив Мардж Фрэнсис                |
| 2000      | с  | Западное крыло                      | The West Wing                         | Дебора О’Лири                         |
| 2000      | с  | За гранью возможного                | The Outer Limits                      | незнакомка                            |
| 2001      | с  | Практика                            | The Practice                          | Хелен Вашингтон                       |
| 2001—2010 | с  | Закон и порядок: Специальный корпус | Law & Order: Special Victims Unit     | Кэролин Мэддокс                       |
| 2002—2008 | с  | Щит                                 | The Shield                            | Клодетт Уимс                          |
| 2005      | с  | 4исла                               | Numb3rs                               | лейтенант Хейверкемп                  |
| 2009      | ф  | Дитя тьмы                           | Orphan                                | сестра Эбигейл                        |
| 2009      | ф  | Аватар                              | Avatar                                | Мо’ат                                 |
| 2009—2014 | с  | Хранилище 13                        | Warehouse 13                          | миссис Айрин Фредерик Шаблон:ВСеотаде |
| 2013      | ф  | Орудия смерти: Город костей         | The Mortal Instruments: City of Bones | мадам Доротея                         |
| 2013      | с  | Восприятие                          | Perception                            | психиатр ФБР                          |
| 2013—2014 | с  | Сыны анархии                        | Sons of Anarchy                       | Тайн Паттерсон                        |
| 2014      | с  | Морская полиция: Спецотдел          | NCIS                                  | Лоретта Уэйд                          |
| 2014—2020 | с  | Морская полиция: Новый Орлеан       | NCIS: New Orleans                     | Лоретта Уэйд                          |
| 2015      | мс | Спецагент Арчер                     | Archer                                | Клодетт Кейн                          |
| 2019      | ф  | Годзилла 2: Король монстров         | Godzilla: King of the Monsters        | сенатор Уильямс                       |
| 2022      | ф  | Аватар: Путь воды                   | Avatar: The Way of Water              | Мо’ат                                 |
| 2023      | ф  | Растин                              | Rustin                                | доктор Анна Хеджман                   |
| 2025      | ф  | Голый пистолет                      | The Naked Gun                         |                                       |
| 2025      | ф  | Аватар: Огонь и пепел               | Avatar: Fire and Ash                  | Мо’ат                                 |
| 2029      | ф  | Аватар 4                            | Avatar 4                              | Мо’ат                                 |